# Asplenium celtibericum
Asplenium celtibericum är en svartbräkenväxtart. Asplenium celtibericum ingår i släktet Asplenium och familjen Aspleniaceae.

## Underarter
Arten delas in i följande underarter:
- A. c. celtibericum
- A. c. molinae